# Lista de emissoras de televisão de Pernambuco
Esta é uma lista de emissoras de televisão do estado brasileiro de Pernambuco. São 16 emissoras concessionadas pela ANATEL. As emissoras podem ser classificadas pelo nome, canal analógico, canal digital, cidade de concessão, sede, razão social, afiliação e prefixo.

## Canais abertos
| Nome                | CA | CD      | Concessão              | Sede                   | Razão social                                                           | Afiliação                                                     | Prefixo |
| ------------------- | -- | ------- | ---------------------- | ---------------------- | ---------------------------------------------------------------------- | ------------------------------------------------------------- | ------- |
| Rede Estação        | —  | 14 (15) | Recife                 | Recife                 | Fundação Vicente Campelo                                               | Independente                                                  | ZYB 312 |
| RedeTV! Recife      | —  | 6 (25)  | Recife                 | Recife                 | TV Ômega Ltda.                                                         | RedeTV!                                                       | ZYQ 107 |
| TV Alepe            | —  | 10 (28) | Recife                 | Recife                 | Câmara dos Deputados                                                   | Canal Futura .1 TV Câmara .3 TV Câmara Muncipal .4 TV Senado  | ZYQ 103 |
| TV Asa Branca       | —  | 8 (17)  | Caruaru                | Caruaru                | Rede Nordeste de Comunicação Ltda.                                     | TV Globo                                                      | ZYB 305 |
| TV Câmara Caruaru   | —  | 22      | Caruaru                | Caruaru                | Câmara dos Deputados                                                   | .1 TV Câmara .3 TV Alepe .4 TV Senado .5 Rádio Câmara         | ZYQ 106 |
| TV Globo Pernambuco | —  | 13 (36) | Recife                 | Recife                 | Globo Comunicação e Participações S/A (Globopar)                       | TV Globo                                                      | ZYB 302 |
| TV Golfinho         | 11 | —       | Fernando de Noronha    | Fernando de Noronha    | Governo do Estado de Pernambuco                                        | TV Nova TV Cultura                                            | —       |
| TV Grande Rio       | —  | 19 (18) | Petrolina              | Petrolina              | Rádio e Televisão Grande Rio FM Stereo Ltda.                           | TV Globo                                                      | ZYB 304 |
| TV Guararapes       | —  | 9 (39)  | Recife                 | Recife                 | Sistema Associado de Comunicação S.A.                                  | RecordTV                                                      | ZYB 309 |
| TV Jornal           | —  | 2 (35)  | Recife                 | Recife                 | TV e Rádio Jornal do Commercio Ltda.                                   | SBT                                                           | ZYB 338 |
| TV Jornal Interior  | —  | 4 (35)  | Caruaru                | Caruaru                | Elo Comunicação Ltda.                                                  | SBT                                                           | ZYB 308 |
| TV Ativa do Araripe |    | 27      | Araripina              | Araripina              | Fundação para preservação da Fauna e Flora da Chapada do Araripe       | Rede Meio                                                     |         |
| TV Nova             | —  | 22 (21) | Recife                 | Olinda                 | Fundação de Apoio a Geração, Produção, Criação e Difusão de Rádio e TV | TV Cultura .2/.3/.4 TV Nova Educação (TV Educação) .5 Nova FM | ZYB 310 |
| TV Pernambuco       | —  | 12 (45) | Caruaru                | Caruaru                | Empresa Pernambuco de Comunicação S/A EPC                              | TV Brasil TV Cultura .2 Canal Educação .3 Canal Saúde         | ZYQ 100 |
| TV Tribuna          | —  | 4 (20)  | Recife                 | Olinda                 | Nassau Editora Rádio e TV Ltda.                                        | Rede Bandeirantes .2 Rede Mundial                             | ZYP 277 |
| TV Universitária    | —  | 11 (40) | Recife                 | Recife                 | Universidade Federal de Pernambuco                                     | TV Brasil                                                     | ZYB 306 |
| TV Vitória          | —  | 50      | Vitória de Santo Antão | Vitória de Santo Antão | Fundação Josefa Alvares                                                | TV Evangelizar                                                | ZYB 311 |

### Extintos
| Nome               | Canal | Cidade de concessão | Período de existência |
| ------------------ | ----- | ------------------- | --------------------- |
| TV Rádio Clube     | 6     | Recife              | 1960-1980             |
| TV Manchete Recife | 6     | Recife              | 1984-1999             |
| TV Araripe         | 5     | Araripina           | 2009-2012             |

## Canais fechados
- Canal Capibaribe
- Good PE
- TV Saber
- TV Ativa do Araripe (CH 2000, Atel TV)